# David Flair
David Flair (født 6. marts 1979) er en amerikansk fribryder, og søn af den legendariske Ric Flair. 

## Biografi

### World Championship Wrestling
Ric Flair fik sin søn David, ind i WCW hvor David i starten hjalp sin far, men så vendte ham ryggen. Ric Flair vandt dog magten over firmaet, hvilket fik David til at tilslutte sig sin far igen. David vandt på kontroversiel vis den amerikanske titel, og forsvarede den i lang tid (men altid med hjælp fra sin far, og hans kumpaner). David Flair mistede dog med tiden titlen, og i efteråret 1999 blev hans figur taget i en ny retning. Kimberly Page kom til at køre David Flair ned, og derefter blev han en galning. Han blev kæreste med den rablende sindssyge Daffney, og ven med den skøre Crowbar, som han fandt på en benzinstation. Trioen lavede tit rav i WCW kampe, men udfordrede også tag team titlerne. Trioen blev svækket ved WCW Uncensored 2000, da The Wall gav Crowbar et chokeslam ned fra et rækværk. Da Eric Bischoff og Vince Russo kom til magten i WCW, blev David udset til at overtage sin fars plads. Han vendte ham derfor ryggen, og lang personlig fejde udviklede sig mellem Ric Flair fra Millionaire's Club og David Flair fra New Blood der blev støttet af Vince Russo. Russo bragte hele Rics familie ind i fejden for at ramme Ric personligt, og i sidste ende blev Ric ydmyget på tv, da Russo og David klippede hans kendetegnene store lyse hår af. Ric Flair forsvandt fra WCW, mens David indledte et trekantsdrama, da han forelskede sig i Stacy Keibler, hvilket Daffney blev rasende over. David valgte at tage Keibler, og i stedet fortsatte Crowbar og Daffney bare som et tag team. Herefter kom den berygtede og hadede "graviditets-angle", hvor Keibler blev gravid med en anden mand, hvilket gjorde David rasende og fik ham til at lede overalt efter den mystiske mand. Faktisk blev det aldrig afsløret hvem det var, da Vince Russo der skrev hele historien, blev fyret fra WCW undervejs og historien var alt for langt ude til at WCW ville afslutte den. Den blev afsluttet ved midtvejs, ved WCW Halloween Havoc 2000 da David Flair mødte Buff Bagwell i en DNA kamp, hvor David måtte tage en blodprøve fra Buff for at se om han var faderen, hvis han vandt kampen. David forsvandt derefter fra WCW.

### World Wrestling Federation
David Flair var en af de wrestlere der blev ansat af WWF, da WCW lukkede. Han er dog kun set én gang i WWF forbindelse, og det var på en episode af RAW hvor han fik bank af The Undertaker på en wrestling skole, mens The Undertaker fejdede med Ric Flair.

### Efter wrestling
David Flair wrestlede kort for Total Nonstop Action, først i gruppen S.E.X., og senere i Next Generation sammen med Brian Christopher og Erik Watts – alle tre havde det til fælles at de var sønner af wrestling legender. David Flair wrestler stadig sjældent, men læser i øjeblikket på medicin studiet.